# 덴카이

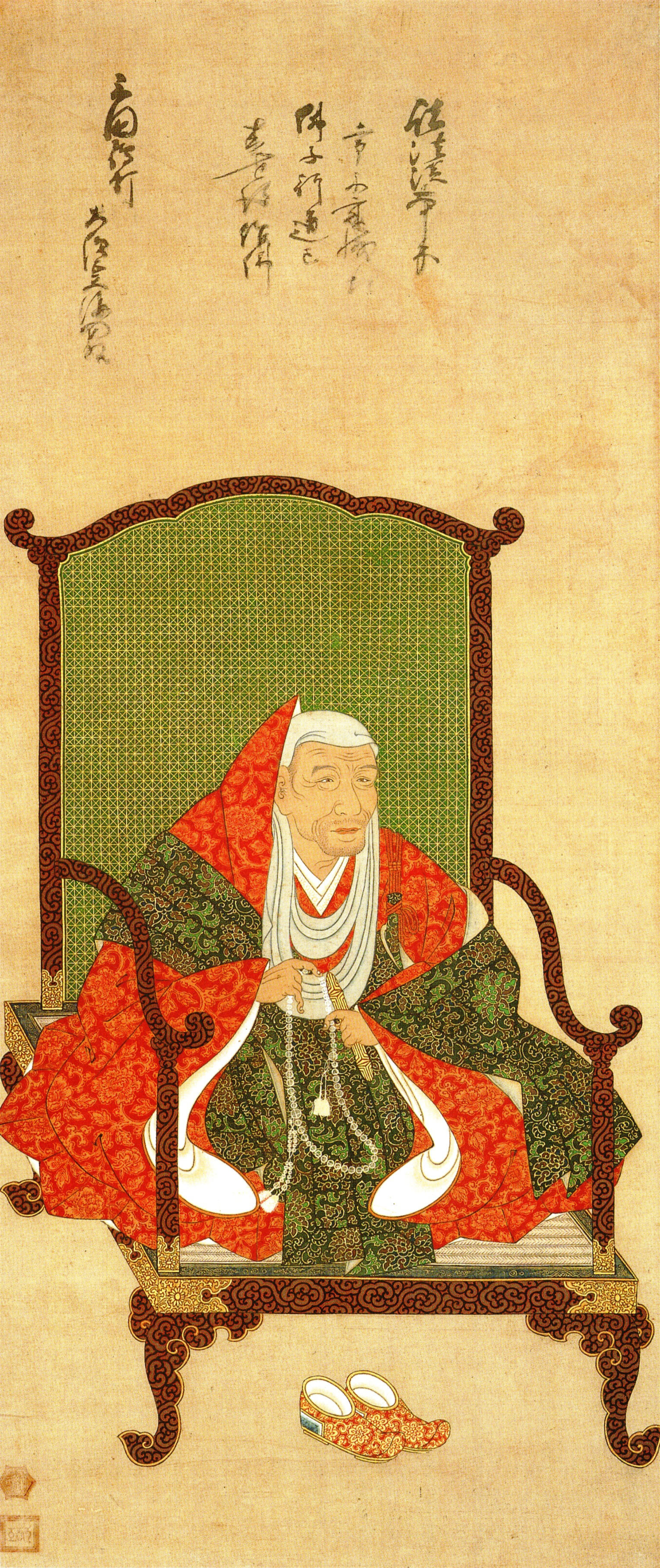

덴카이(천해, 일본어: 天海, 1536년~1643년 11월 13일)는 일본 아즈치모모야마 시대부터 에도 시대 초기의 승려이다. 도쿠가와 이에야스를 시작으로 초기 쇼군들의 자문이었다. 종파는 천태종이다. 직위는 다이소조. 시호는 자안대사로 도쿠가와 이에야스의 핵심인사로 에도 막부 설립에 기여했다. 존칭은 난코보텐카이[南光坊天海]이다.

## 생애
아시나씨의 일족으로 있는 미우라씨 출신으로 무쓰국에서 태어났다. 이 근거는 [東叡山開山慈眼大師縁起]에 [무쓰국 아이즈군 다카다가 고향이고, 아시나슈리타이부 다이라노 모리타카의 일족]이라고 기록되어있다. 그러나, 동시에 [속세의 가문에 대한 일과 사람에게 시간을 허비해서, 성씨도 태어난 년도도 잊졌는지 어떤지 모르겠지만], 이라고 덴카이는 제자들에게 자신의 출신에 대해 언급하지 않았다고 한다. 또, [쇼군 아시카가 요시즈미의 후손이라는 사람도 모셨다]라고 게재되어 있다.(아시카가 쇼군의 사생아설) 어느 쪽도 옲고 그른지 명확하지 않다. 덴카이의 생애 전반에 대해서는 상세 알려져 있지 않다.
덴카이의 행적이 명확하게 드러나는 것은 덴쇼 16년(1588년) 무사시국의 무료주지 호쿠인(현 사이타마현 가와고에시.후에 기타인)에 오고 나서부터이다. 이때, 에도사키 후도인을 겸임했다. 센소지에 남아있는 기록에 의하면, 호조씨의 공격때, 덴카이는 센소지의 주지 추고와 함께 도쿠가와 이에야스의 진지에 있었다고 한다. 이 시점에서 덴카이가 간토에 온 것은 애초부터 이에야스를 위해서였는지 의문스럽다. 아무튼, 덴카이는 뒤를 이어 호쿠인의 주지가 된 것은 게이초 4년(1599년)에 일이다.
세키가하라 전투에서는 참모로서 이에야스를 보좌한다. 그 후, 덴카이는 이에야스의 참모로 조정과의 교섭등의 역할을 담당한다. 1607년 히에이산 단다이에 취임하고, 엔랴쿠지(사카모토 (현 시가현 오쓰시)) 재건한다. 또, 게이초 17년(1612년)에 호쿠인 재건에 착추하고 사찰이름을 기타인이라 개칭한다. 관동천태종의 본산이 된다. 게이초 18년(1613년)에는 이에야스로부터 닛코산 간주로 명을 받고, 혼보=고묘인을 재건한다. 오사카 전투 발단이 된 호코지 종명사건에도 깊숙이 관여한다.
겐나 2년(1616년) 위독한 이에야스는 신고와 장례절차에 관한 유언을 덴카이에게 부탁한다. 이에야스 사후에는 신고를 둘러싸고 스덴과 혼다 마사즈미 등과 다툰다. 덴카이는 [고겐]으로 해서 산노이치지쓰신토로 제를 올려야 한다고 주장하고, 스덴은 이에야스의 신고를 [묘진]으로 해서 요시다신토로 제를 올려야 한다고 주장한다. 덴카이는 2대 쇼군 도쿠가와 히데타다의 자문에 대해, 묘진은 호코쿠다이묘진으로 제를 올린 도요토미 히데요시의 신고로 있고, 이후 도요토미씨가 멸문된 것을 생각한다면, 묘진으로 제를 올리는 것은 불길하다고 조언했다. 그래서, 이에야스의 신고는 [도쇼다이고겐]으로 결정되었다.
그 후에도, 2대 쇼군 도쿠가와 히데타다와 3대 쇼군 도쿠가와 이에미쓰를 모셨고, 간에 원년(1624년) 시노부가오카에 간에지를 창건한다. 에도의 도시계획에도 관여를 해, 음양도와 풍수에 기초한 설계를 했다. 전설에 따르면 에도의 진호(鎮護)를 위해 오색부동을 세웠다고 하나, 오색부동이라는 말 자체가 후대에 지어진 말로 사실이 아니다.
간에 20년(1643년) 108세로 입적한다. 그 후 5년뒤 조정으로부터 자안대사에 추증된다.
또, 덴카이가 죽기 전에 불렀다는 노래도 알려져 있다. 좋은 사람에 관해 설명한 노래이다.
묘소는 도치기현 잇코 시

## 덴카이에 관한 설
아시나씨 설의 문제는 애매한 근거밖에 없고, 덴카이 주변인물을 둘러봐도 아시나씨와 연결된 그 어떤것도 없다. 예를 들면, 아시나씨 가문은 [丸に三引き両(둥근 원에 3줄)]이지만, 덴카이가 사용한 가문은 (오늘날 기타인 혹은 도쿄우에노공원의 료다이시도에서 볼 수 있다.) [丸に二引き両(둥근 원에 2줄)]과 [三宅輪宝(미야케 린보)]로 있다. 아시나씨와 명확히 다르다는 것을 알 수 있다.
```
[丸に三引き両]
아시나가 문장

[丸に二引き両]
도야마가 문장

[丸に二引き両]
아시카가가 문장

[三宅輪宝]
미야케가 문장

[桔梗]
아케치가 문장
```

[丸に二引き両(둥근 원에 2줄)]은 아시카가가 문장이만, 동시에 미노국 (현 기후현 미나 시)의 도야마씨도 사용하고 있다.(아시카가가 문장과 도야마가 문장은 음영이 반대이다.) 한편 [三宅輪宝 (미야케 린보)]는 문자 그대로 미카와국 (현 아이치현 도요타시의 미야케씨 가문이다. 가문은 이름과 같은 것이고, 자신의 출신지를 나타낸다. 자신과 전혀 관계가 없는 문장은 쓰지 않는 게 보통이다. 만약 아시나씨라면 자신과 무관한 문장(그것도 2종류)를 사용한 것이 된다. 하지만, 덴카이정도의 고승이 가문을 사칭한다고 생각할 수 없다.
덴카이 1561년에 시나노국에서 일어난 제4차 가와나카지마 전투를 참관했다고 한다. 이것도 애매하다. 이건 소설등에서 나온 설이라 생각된다. 덴카이가 아시카가 쇼군가 12대 아시카가 요시하루의 아들이고, 혼노지의 변에서 오다 노부나가를 죽인 아케치 미쓰히데와 동일인물이라는 설이 있다.(묘소로 있는 닛코에 [아케치다이라]라는 장소가 있는 등 근거를 들 수 있는 것이 많다). 덴카이와 아케치 미쓰히데가 동일인물이라면 죽을 때 나이는 116세가 된다. 그 당시 평균수명으로 볼때 무리가 있다. 하지만, 아케치 미쓰히데의 주변인물일 가능성이 있고, 가능성이 크다.
그것은 덴카이와 미쓰히데의 필적감정(2000년 8월 6일, TBS계열[히타치 세카이=후시기핫켄]에서 방영)에서도 보여준바와 같이, 감정결과에 따르면, 덴카이와 미쓰히데와 다른 사람이지만, 글시체가 유사한 문자가 몇 개 있고, 두 사람의 관계는 부자관계같이 가까운 사람이라고 추정되었다. 이로써 본다면, 미쓰히데의 사촌동생 아케치 미쓰하루거나 사위인 히데미쓰가 될 수 있다. 히데미쓰의 경우 야마자키 전투에서 패한 후 사카모토성에서 자결했지만, 시신을 찾지 못했고, 묘도 없다. 그리고, 비와호를 말로 건넌 도망쳤다는 전설도 있다. 또, 아케치 미쓰하루와 히데미쓰 그리고, 도야마 가게하루를 동일시 보는 경향도 있기 때문에 덴카이가 아케치 히데미쓰라는 설은 신빙성이 높다 하겠다.
또, 덴카이가 죽었을 때 나이가 최고 135세라고도 말할 수 있어, 미쓰히데와 히데미쓰 두 사람이 2대에 걸쳐 연기하지 않았냐는 설도 있다.